# سان تمارو
سان تمارو (بالإيطالية: San Tammaro)‏ هي كومونا في مقاطعة كزرتة في منطقة كمبانية الإيطالية، وتقع على بعد 30 كيلومترًا (19 ميلًا) شمال نابولي، و9 كيلومترات (6 ميل) غرب كزرتة.